# Рудник Солонечний
Рудни́к Солоне́чний (рос. Рудник Солонечный) — населений пункт без офіційного статусу у складі Газімуро-Заводського району Забайкальського краю, Росія. Входить до складу Солонеченського сільського поселення.

## Населення
Населення — 688 осіб (2010; 832 у 2002).
Національний склад (станом на 2002 рік):
- росіяни — 100 %